# Distretto di Ignacio Escudero
Il distretto di Ignacio Escudero è uno degli otto distretti della provincia di Sullana, in Perù. Si trova nella regione di Piura e si estende su una superficie di 306,53 chilometri quadrati.

Istituito il 10 settembre 1965, ha per capitale la città di San Jacinto; nel censimento 2005 si contava una popolazione di 16.993 unità.